# Liste der Naturdenkmale in Grimmen
Die Liste der Naturdenkmale in Grimmen nennt die Naturdenkmale in  Grimmen im Landkreis Vorpommern-Rügen in Mecklenburg-Vorpommern.

## Grimmen
| Bild | Nr.   | Bezeichnung      | Standort                                                                 | Beschreibung | Schutzzweck | Verordnung |
| ---- | ----- | ---------------- | ------------------------------------------------------------------------ | ------------ | ----------- | ---------- |
| BW   |       | Winter-Linde     | Grimmen Nordpromenade (54° 6′ 51,5″ N, 13° 2′ 43,9″ O)                   |              |             |            |
| BW   | 36/1  | Koloradotanne    | Grimmen Carl-Coppius-Straße 9 (54° 6′ 35,8″ N, 13° 2′ 30,8″ O)           |              |             |            |
| BW   | 36/2  | Zirbelkiefer     | Grimmen Carl-Coppius-Straße 10 (54° 6′ 35,5″ N, 13° 2′ 32,6″ O)          |              |             |            |
| BW   | 36/3  | Tulpenbaum       | Grimmen Von-Homeyer-Straße 4A, Tierpark (54° 6′ 38,9″ N, 13° 2′ 49,9″ O) |              |             |            |
| BW   | 36/4  | Tulpenbaum       | Grimmen Von-Homeyer-Straße 4A, Tierpark (54° 6′ 38,4″ N, 13° 2′ 50,6″ O) |              |             |            |
| BW   | 36/5  | Urweltmammutbaum | Grimmen Norderhinterstraße (54° 6′ 49″ N, 13° 2′ 48,5″ O)                |              |             |            |
| BW   | 36/6  | Gelbkiefer       | Grimmen Carl-Coppius-Straße 8 (54° 6′ 34,9″ N, 13° 2′ 29,8″ O)           |              |             |            |
| BW   | 36/7  | Platane          | Grimmen Bahnhofstraße (54° 6′ 40,1″ N, 13° 2′ 4,4″ O)                    |              |             |            |
| BW   | 36/8  | Stieleiche       | Grimmen Von-Homeyer-Straße 1b (54° 6′ 41,8″ N, 13° 2′ 55,3″ O)           |              |             |            |
| BW   | 36/9  | Stieleiche       | Grimmen Friedrichstraße (54° 6′ 41,4″ N, 13° 2′ 41,3″ O)                 |              |             |            |
| BW   | 36/10 | Tulpenbaum       | Grimmen Heinrich-Heine-Straße 75 (54° 6′ 20,2″ N, 13° 2′ 18,7″ O)        |              |             |            |
| BW   | 36/11 | Ilex             | Grimmen Heinrich-Heine-Straße 1a (54° 6′ 29,2″ N, 13° 2′ 22,9″ O)        |              |             |            |
| BW   | 36/12 | Roteiche         | Jessin Park (54° 5′ 27,2″ N, 13° 1′ 3″ O)                                |              |             |            |
| BW   | 36/13 | Roteiche         | Jessin Park (54° 5′ 24,7″ N, 13° 1′ 1,9″ O)                              |              |             |            |
| BW   | 84/1  | Zirbelkiefer     | Hohenwarth (54° 8′ 25,8″ N, 13° 5′ 31,9″ O)                              |              |             |            |
| BW   | 84/2  | Platane          | Hohenwarth (54° 8′ 27,2″ N, 13° 5′ 34,8″ O)                              |              |             |            |
| BW   | 84/3  | Rotbuche         | Hohenwarth (54° 8′ 25,1″ N, 13° 5′ 37″ O)                                |              |             |            |
| BW   | 84/4  | Feldahorn        | Stoltenhagener Dorfstraße 139 (54° 9′ 38,2″ N, 13° 5′ 52,8″ O)           |              |             |            |
| BW   | 84/5  | Feldahorn        | Stoltenhagener Dorfstraße 139 (54° 9′ 38,2″ N, 13° 5′ 53,5″ O)           |              |             |            |
| BW   | 84/6  | Linde            | Stoltenhagen Dorfkirche (54° 9′ 21,2″ N, 13° 4′ 31,8″ O)                 |              |             |            |